# Предлагаю руку и сердце
«Предлагаю руку и сердце» — советский фильм 1988 года режиссёра Виктора Соколова.

## Сюжет
Овдовев и выйдя на пенсию, бывший преподаватель Николай Чмутин переехал жить к дочери, которая с со своим мужем решили его женить. В поисках невесты он, его дочь и зять не раз попадут в комические ситуации… 
В итоге подходящая кандидатура будет найдена и немолодым уже людям Розе Александровне и Николаю Михайловичу это знакомство кажется спасением от одиночества, но судьба распоряжается иначе…

## В ролях
- Николай Гринько — Николай Михайлович Чмутин, пенсионер, бывший преподаватель истории в средней школе-интернате
- Светлана Немоляева — Роза Александровна, несостоявшаяся актриса
- Эммануил Виторган — Леонид Иванович, муж Людмилы, работник комиссионного магазина, торговец антиквариатом
- Ирина Розанова — Людмила, дочь Чмутина, «чемпионка и депутат»
- Светлана Харитонова — Нина Ивановна, отвергнутая невеста с комнатой видом на море, работающая в психоневрологическом диспансере
- Ирина Мазуркевич — Жанна, дочь Леонида от первого брака, маникюрша
- Людмила Долгорукова — Диана Владимировна, невеста перепутавшая день
- Роза Макагонова — Галина Петровна, сваха
- Юрий Цапник — сосед Розы Александровны
- Людмила Ксенофонтова — певица на съемках
- Марина Юрасова — ассистентка режиссёра

## Критика
Алексей Ерохин в рецензии на фильм в журнале «Советский экран» (№ 4, 1989) писал, что сюжет разворачивается с «навязчивой прямолинейностью»:

Фильм «Предлагаю руку и сердце» — жалостливая история о том, как счастье двух немолодых людей было равнодушно порушено черствыми детками. Построено тут все с таким расчетом, чтобы уже и самый непроходимый тугодум врубался бы с ходу.
Евгений Аб в рецензии в газете «Кинонеделя Ленинграда» (24 марта 1989) также писал, что «на экране разыгрывается вполне банальная история», однако, благодаря игре актёров:

Но всякий раз это несколько иная история, с разнообразными деталями и смысловыми оттенками, определяемые личностными качествами участников. В данном случае и Николай Гринько, и Светлана Немоляева, сыгравшая главную женскую роль. Окрашивает показанную на экране жизнь в совершенно особые тона. В цвете своей индивидуальности.